# Обелиск Памяти борцам революции Дмитрию Деомидовичу Топилину и Демьяну Петровичу Комарову
Обелиск Памяти борцам революции Дмитрию Деомидовичу Топилину и Демьяну Петровичу Комарову — памятник организаторам
установления советской власти в станице Констатиновской и Первом Донском округе 1918 года Топилину Дмитрию Деомидовичу и Комарову Демьяну Петровичу.
Адрес: Ростовская область, г. Константиновск, на пересечение улиц Комарова и Топилина.

## История
Вслед за октябрьской революцией в российских столицах последовали революционные события на Дону. 26 октября на яхте «Колхида», пришвартованной в Ростове было принято сообщение о свержении Временного правительства и переходе власти к Советам. В этот же день в городе был создан Военно-революционный комитет. Комитет послал комиссаров в части местного гарнизона. Новость о победе Октябрьской революции быстро распространилась по городам, рабочим, станицам и сёлам области. Большевики организовывали на местах митинги, на которых они призывали население следовать примеру Петрограда, разъясняли декреты Советской власти, для защиты революции организовывались отряды Красной гвардии.
В 1918 году под руководством большевиков Д. П. Комарова и Д. Д. Топилина рабоччие станицы Константиновской также поднялись на борьбу и установили советскую власть в Первом Донском округе области Войска Донского. Имена революционеров ныне носят улицы города Константиновска.
29 октября 1980 года в день рождения Ленинского комсомола в городе Константиновске Ростовской области был открыт Обелиск «Памяти борцам революции – Дмитрию Деомидовичу Топилину и Демьяну Петровичу Комарову». Обелиск установлен на пересечении улиц Комарова и Топилина.  Барельефы обелиска были изготовлены Ростовским художественным фондом.
Обелиск представляет собой прямоугольную стелу, выложенную плиткой и установленную на невысоком постаменте. С одной стороны на стеле закреплен барельеф Комарова, с другой стороне - барельеф Топилина. Стела имеет высоту 7 метров 30 сантиметров и ширину — 3 метра 50 см. Установлена стела на бетонном двухступенчатом постаменте, размерами 4 х 1,4 метра.
Со стороны барельефа Топилина на закрепленной отдельно сделана надпись: «Топилин Дмитрий Деомидович 1886-1918 - первый окружной военный комиссар, активный организатор установления Советской власти в станице Константиновской и Первом Донском округе 1918 года».
Со стороны барельефа Комарова на закрепленной отдельно доске сделана надпись: «Комаров Демьян Петрович 1867-1918 г. Петроградский рабочий, большевик, активный организатор установления советской власти в станице Констатиновской и Первом Донском округе 1918 года».
В основание обелиска вложено послание молодым людям 2017 года. Территория вокруг памятника благоустроена.